# Rapport McLaren

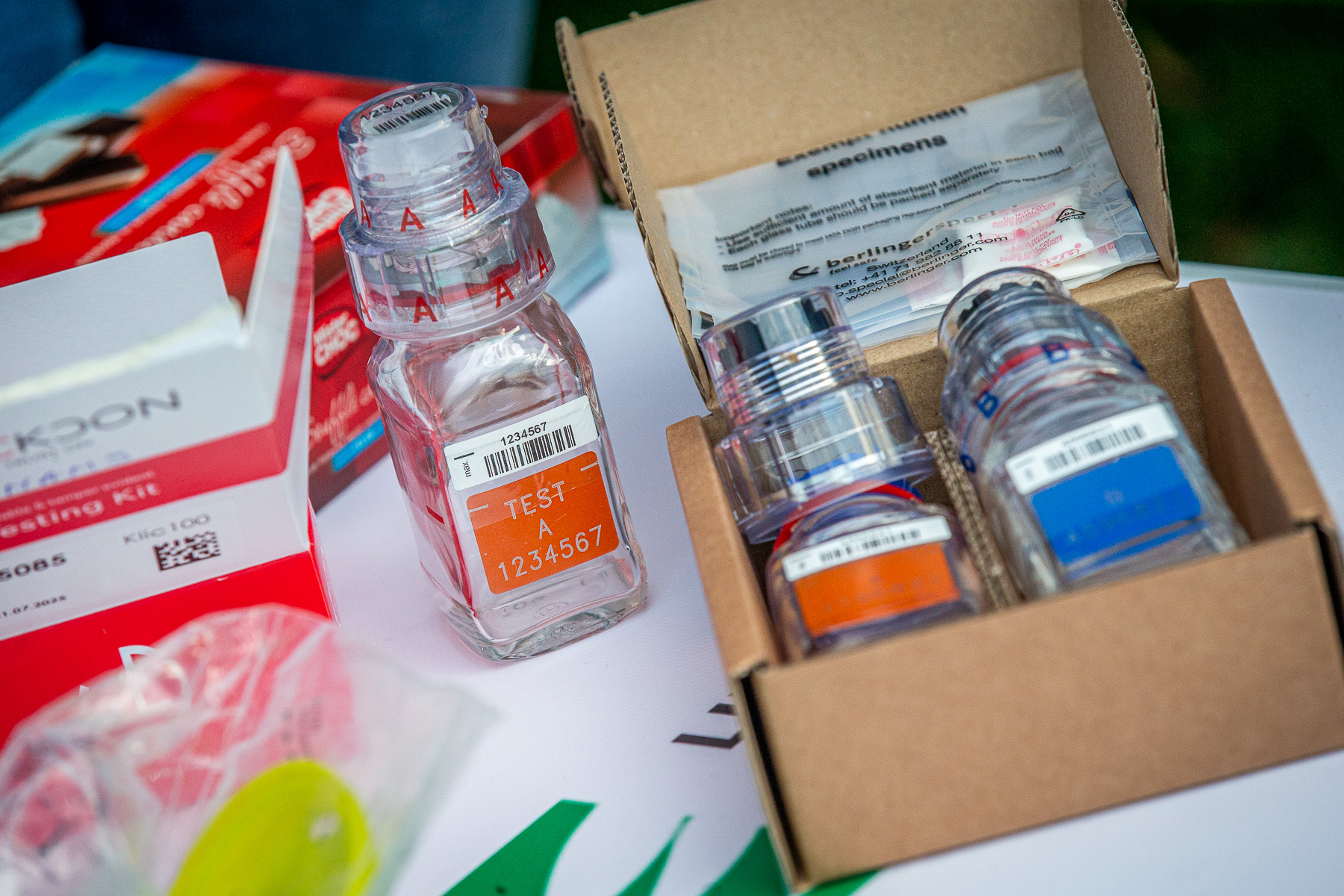

Le rapport McLaren, du nom du juriste Richard McLaren (en), est un rapport d'enquête sur le trucage des tests antidopage lors des Jeux olympiques d'hiver de 2014 à Sotchi. Il décrit un « système de dopage d'État » en Russie dans la première partie des années 2010.